# Liste der israelischen Botschafter in Ägypten
Die Liste der israelischen Botschafter in Ägypten bietet einen Überblick über die Leiter der israelischen diplomatischen Vertretung in Ägypten seit der Aufnahme diplomatischer Beziehungen im Jahr 1980 bis heute.
| Amtszeit  | Name               | Anmerkung |
| --------- | ------------------ | --------- |
| 1980–1981 | Eliahu Ben-Elissar |           |
| 1981–1988 | Mosche Sasson      |           |
| 1988–1990 | Schimon Schamir    |           |
| 1990–1992 | Ephraim Dowek      |           |
| 1992–1996 | David Sultan       |           |
| 1996–2001 | Zvi Mazel          |           |
| 2001–2003 | Gideon Ben-Ami     |           |
| 2003–2005 | Eli Shaked         |           |
| 2005–2009 | Shalom Cohen       |           |
| 2009–2011 | Jitzchak Levanon   |           |
| 2011–2014 | Yaakov Amitai      |           |
| 2014–2016 | Haim Koren         |           |
| 2016–2020 | David Govrin       |           |
| 2020–     | Amira Oron         |           |
|           |                    |           |